# Det ögat inte ser (roman)
Det ögat inte ser (Gone Tomorrow), är den trettonde boken om Jack Reacher av Lee Child. Den utgavs på svenska 2010.
Det finns tolv kännetecken för en självmordsbombare som alla som jobbar inom polisväsendet lärt sig och alla kan dem utan och innan.
Platsen är New Yorks tunnelbana klockan två på morgonen. Jack Reacher sitter trött och studerar sina medpassagerare. Fyra är okej. Den femte är inte det. Tåget kommer att passera Grand Central Station. Reacher är övertygad om att det sitter en självmordsbombare framför honom. En kvinna som, en efter en, avger de signaler han så väl känner igen efter sina år inom militären. Ska han våga ingripa? Tänk om han har fel?